# Aeródromo de Lillo

i8
i11
i13
Aeródromo de Lillo ist ein spanischer Sportflugplatz im Gemeindegebiet von Lillo in der Provinz Toledo. Er ist auch bekannt als Aeródromo de „Don Quijote“.
Der Flugplatz liegt rund einen Kilometer vom Zentrum der Stadt Lillo entfernt und rund 90 Kilometer südlich der spanischen Hauptstadt Madrid. 
Der Aeródromo ist für die zivile Luftfahrt unter VFR-Bedingungen zugelassen. Die Flugplatzanlage mit Tower, Hangar, Tankstelle, Büros, Fallschirmshop, Flug- und Fallschirmspringerschule, Werkstatt und Cafeteria verfügt auch über moderne Toiletten- und Duschanlagen. Der Flugplatz wurde offiziell im Rahmen des XXXII. Campeonato Nacional de Vuelo a Vela 2000 im Juni 2000 eröffnet. Dieser Wettbewerb zählte zur Segelflug-Weltmeisterschaft. 
Der Flugplatz wird vom Real Aeroclub de Toledo und von der Fallschirmspringergruppe Skydive Lillo genutzt. Er ist sowohl ideal für den Segelflug- wie für den Fallschirmsprungbetrieb, weil er trotz der Nähe zu Madrid außerhalb der Luftverkehrskontrollzone vom Flughafen Madrid-Barajas liegt, so dass es keine Probleme mit Flug- und Absprunghöhen von bis zu 4000 Metern gibt.